# Негроидна раса
Негроидна раса је једна од великих људских раса. Распрострањена је аутохтоно у екваторијалним и тропским областима Африке, јужне и југоисточне Азије, Океаније, и Аустралије и алохтоно у Америци. Карактерише се тамном бојом очију и коже, тамном, коврџавом или таласастом косом, широким носем и дебелим уснама.
Погрешан назив за ову расу је црна раса.